# منصة إطلاق طوربيد (مارك 32)

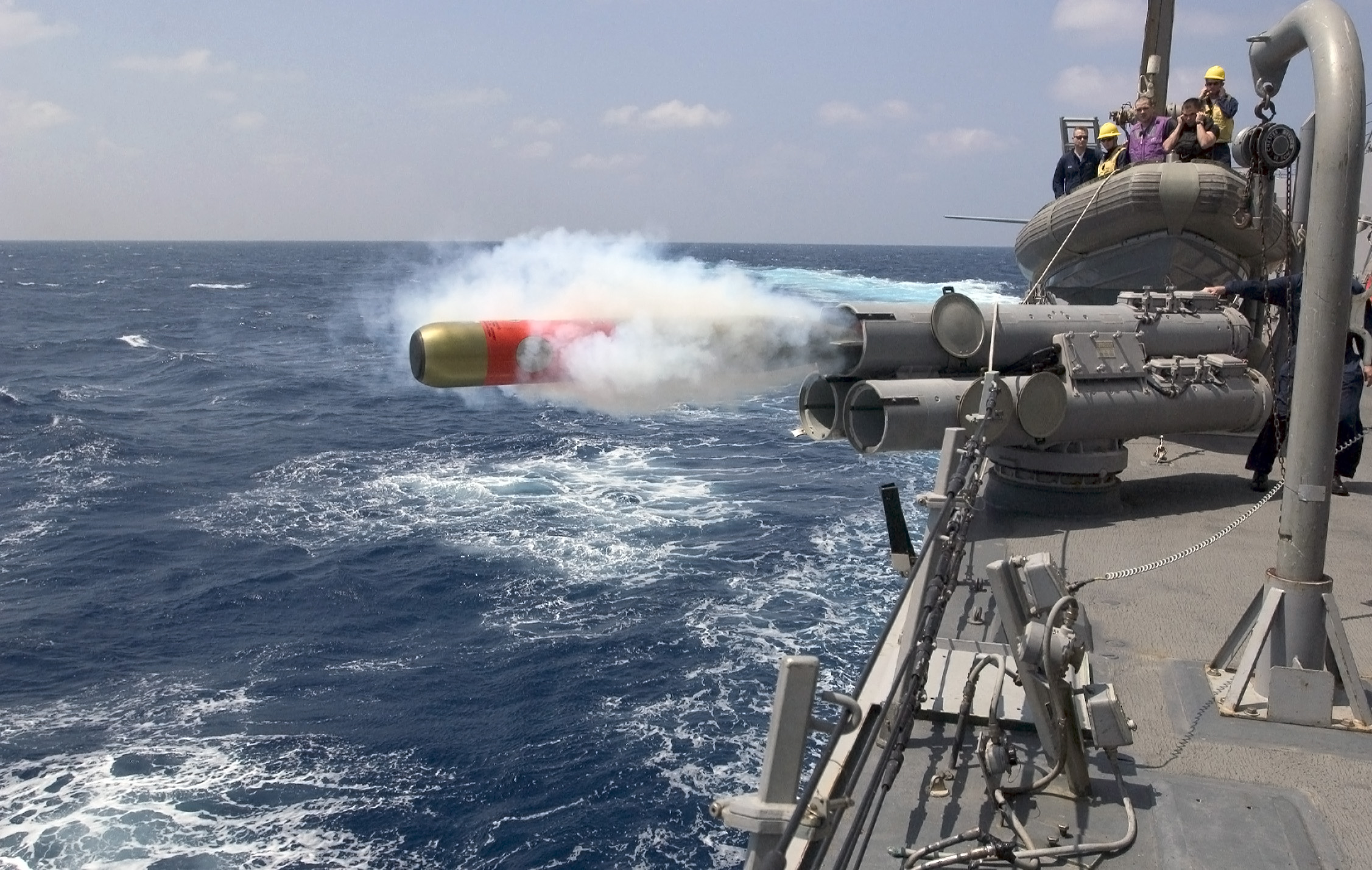
إطلاق طوربيد من نوع مارك 46 من أنابيب المدمرة ترسو

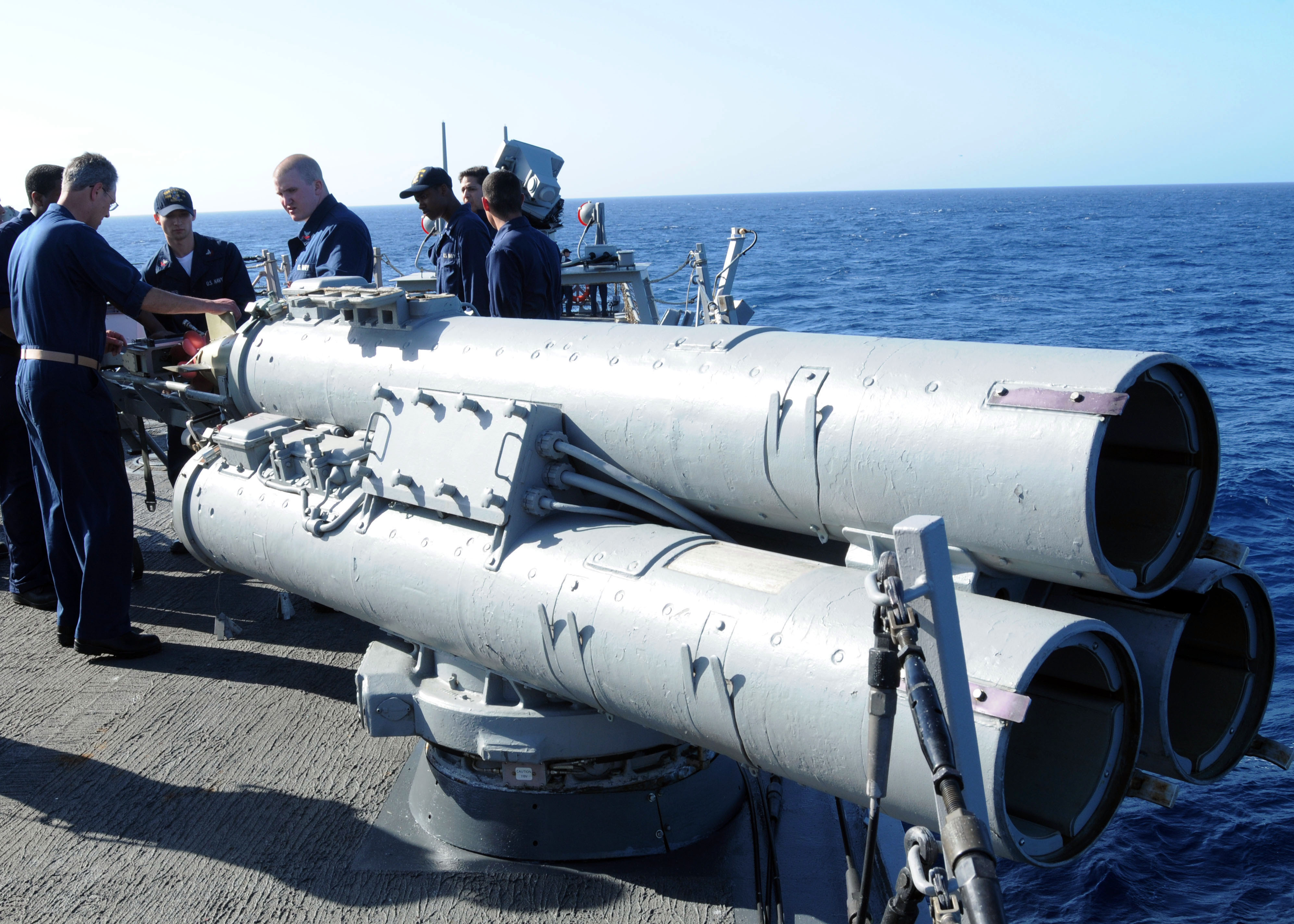
أفراد يحملون طوربيد تدريبي يمكن استرداده في الأنبوب العلوي من نوع طوربيد مارك 32

منصة إطلاق طوربيد هو نظام إطلاق طوربيد مصمم لسلاح البحرية الأمريكي. كان نظام منصة إطلاق طوربيد (مارك 32) وهو نظام إطلاق الطوربيدات المضاد للغواصات على متن السفن البحرية التابعة للولايات المتحدة في عام 1960 ومازال يستخدم على متن السفن الحربية . 
معظم الإصدارات (تعديلات أو تحسينات) هي مجموعات ثلاثية الأنبوب يمكن تدويرها أو تدريبها لمواجهة الهدف. تم تصميم الأنابيب ليتم إطلاقها عن بعد ولكن يتم تثبيت عناصر التحكم اليدوية في عمليات الإطلاق كجهاز نسخ احتياطي من طراز سبروانس من الفئة المدمرة حيث يتم التحكم في جميع جوانب تشغيل الأنابيب عن بعد. يتم تشغيل الإطلاق عن طريق الهواء المضغوط في دورق خلفي وتكون الطوربيدات عبارة عن أسلحة نووية أو نارية.
يمكن جعل قاذفة من الألياف الزجاجية أو مع بطانة من الألياف الزجاجية المغلفة بالمعدن. صممت الأنابيب لتكون مقاومة للعوامل الجوية وقادرة على تخزين الطوربيدات لفترات طويلة ولكن مع الصيانة الدورية. تزن كل مجموعة أنابيب ثلاثية حوالي 2,230 رطل (1,010 كيلوغرام) مع وجود اختلافات بين التعديلات.